# Campyloneurum macrosorum
Campyloneurum macrosorum är en stensöteväxtart som beskrevs av Fée. Campyloneurum macrosorum ingår i släktet Campyloneurum och familjen Polypodiaceae. Inga underarter finns listade.